# Chú bò ở đảo Papaya
Chú bò ở đảo Papaya (tiếng Bồ Đào Nha: Papaya Bull) là loạt phim hoạt hình trên truyền hình dành cho lứa tuổi của Brasil do hãng Boutique Filmes và Birdo Studio sản xuất và được đồng phát hành bởi Boutique Filmes, Nickelodeon và NBCUniversal International Networks vào ngày 2 tháng 10 năm 2017.

## Cốt truyện
Trên đảo Papaya, mỗi đứa trẻ nhận được một con bò ngay từ khi được sinh ra. Con bò này sẽ là người bạn thân nhất và người bảo vệ của chúng suốt đời. Mọi người đều có chú bò của riêng mình của họ ngoại trừ Cacupé. Cậu đã đến đảo một cách bí ẩn và ở lại với Sócrates, một con bò thần kinh bị bỏ đi.